# Nisi Dominus (Vivaldi)
Pour les articles homonymes, voir Nisi Dominus et Dominus.
Le Nisi Dominus (« Si l’Éternel », en latin), RV 608, est une cantate sacrée du XVIIIe siècle, d'Antonio Vivaldi (1678-1741).
C'est une psalmodie sur fond d'instruments à cordes (violon, violoncelles, alto…) du psaume 127 (126), du prophète Salomon (roi d'Israël), du Xe siècle av. J.-C., du cantique des degrés, du livre des Psaumes de la Bible, sur le thème de la foi et la croyance au mystère chrétien.

## Histoire

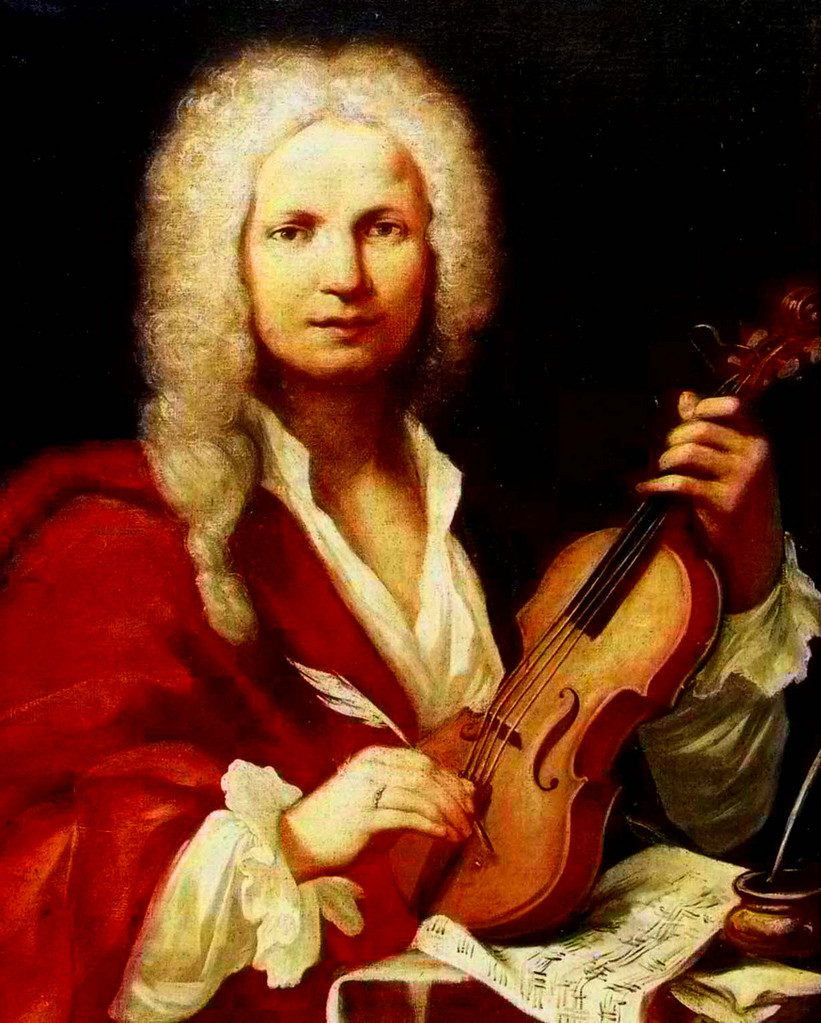
Portrait présumé d'Antonio Vivaldi en 1723 (musée international et bibliothèque de la musique de Bologne)

Le psaume 127 (126) du livre des Psaumes de la Bible, du prophète Salomon (roi d'Israël), fait partie de la série des « Psaumes des montées » (psaumes N°120 à 134, ou cantiques des degrés), d'itinéraire de recherche et de montée vers Dieu de la religion abrahamique.
Le roi-prophète Salomon exhorte, par ce psaume, son peuple juif, au Xe siècle av. J.-C., à mettre leur foi et leur confiance en Dieu, en les assurant qu'ils ne doivent attendre le succès de leur vie que de lui, et qu'il ne sert à rien d'œuvrer sans la présence de Dieu à ses côtés.
Ce psaume est mis en musique entre autres par le compositeur violoniste et prêtre catholique Antonio Vivaldi (probablement vers 1716) dans son credo RV 592 du catalogue de ses œuvres.
Ce credo baroque sacré lyrique de la liturgie hébraïque et chrétienne, avec une voix de soliste psalmodiée sur fond d'ensemble de viole d'amour, d'instruments à cordes, et basse continue, résume l'affirmation en la foi et la croyance au mystère chrétien, clôturé d'un Amen (« ainsi soit-il » en hébreu). 
Vivaldi a composé un autre Nisi Dominus (RV 803) en 1739.

## Nisi Dominus, RV 608
L'œuvre est en 9 mouvements,.
1. Nisi Dominus

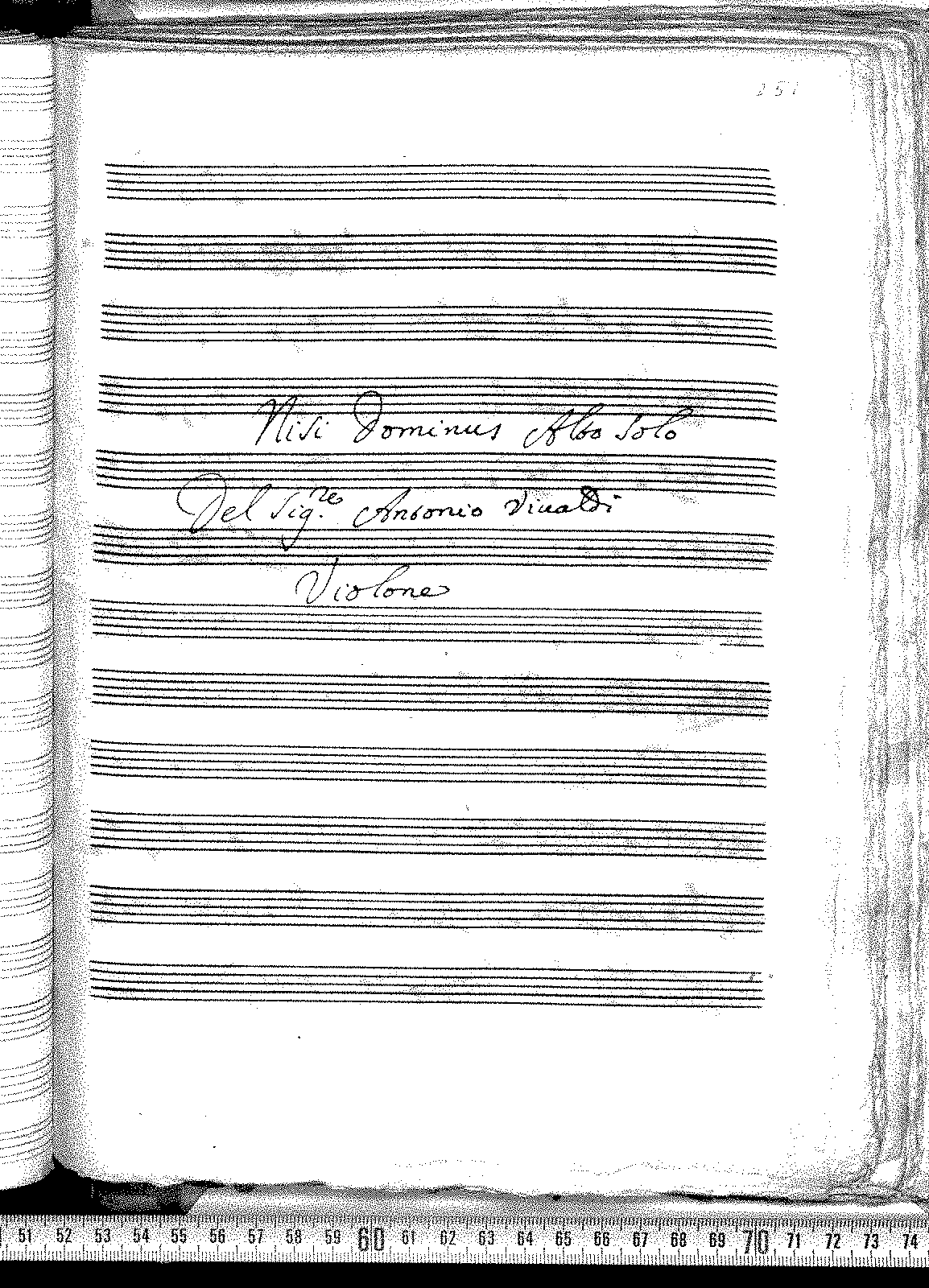
Couverture manuscrite de Nisi Dominus RV 608, Bibliothèque royale de Turin.

2. Vanum est vobis ante lucem surgere
3. Surgitis sederitis postquam
4. Cum dederit dilectis suis
5. Sicut sagittae in manu potentis
6. Beatus vir qui implevit
7. Gloria Patri et Filio
8. Sicut erat in principio
9. Amen

## Cinéma
- 2000 : Victoire, ou la Douleur des femmes,  (musique du téléfilm)
- 2009 : Home, de Yann Arthus-Bertrand (musique de film).
- 2011 : Tu seras mon fils de Gilles Legrand dans un arrangement de Armand Amar.
- 2015 : 007 Spectre (Monica Belucci scene)
- 2016 : Divines de Houda Benyamina (musique de film)
- 2019 : Perdrix de Erwan le Duc
- 2019 : Viendra le feu (O Que Arde).
- 2020 : Mignonnes de Maïmouna Doucouré (musique de film)
- 2020 : Narcos: Mexico saison 2, épisode 1 (scène du Tigre avec Félix Gallardo)
- 2022 : Inexorable de Fabrice du Welz.
- 2022 : La Ligne, d'Ursula Meier (scène de la dispute au début du film)
- 2022 : Les Amandiers, de Valeria Bruni Tedeschi.